# Joni Lindlöf
Joni Lindlöf, född 17 maj 1984 i Tammerfors, Finland, är en finsk ishockeyspelare.
Han började sin professionella karriär i Tapparas U18-lag och spelade även i Finlands U16- och sedan U18-landslag. Efter tre år i Tappara, som han vann junior-SM–Liiga med under 2001 och 2002, flyttade Lindlöf till Kelowna Rockets i Kelowna, Kanada. Under de två säsongerna Lindlöf var i Kelowna blev han första finsk att vinna WHL i och med att Kelowna vann serien 2003.
Under 2004 flyttade Lindlöf tillbaka till Finland och började spela i HPK där han var kvar i två säsonger. Efter HPK spelade Lindlöf var sin säsong i Hermes, SaPKo och TuTo för att sedan spela en säsong i Asplöven HC i Division 1 i Sverige. Efter en kort säsong i Diables Rouges de Briançon i Frankrike var han tillbaka i Sverige igen i och med att han anslöt till IF Björklöven under 2010.
Till säsongen 2011/2012 värvades Lindlöf som årets supporterspelare till Kristianstads IK.
| 2000-01 | Tappara                    | SM-liiga     | 33 | 10 | 6  | 16 | 42  |    |    |    |    |    |
| 2000-01 | Tappara                    | SM-liiga     | 2  | 0  | 0  | 0  | 0   |    |    |    |    |    |
| 2001-02 | Tappara                    | SM-liiga     | 2  | 3  | 1  | 4  | 2   |    |    |    |    |    |
| 2001-02 | Tappara                    | SM-liiga     | 33 | 17 | 8  | 25 | 14  |    |    |    |    |    |
| 2002-03 | Kelowna Rockets            | WHL          | 70 | 11 | 20 | 31 | 53  | 19 | 3  | 8  | 11 | 8  |
| 2003-04 | Kelowna Rockets            | WHL          | 40 | 2  | 8  | 10 | 26  | -- | -- | -- | -- | -- |
| 2003-04 | Lethbridge Hurricanes      | WHL          | 26 | 6  | 4  | 10 | 19  | -- | -- | -- | -- | -- |
| 2004-05 | HPK                        | SM-liiga     | 34 | 15 | 16 | 31 | 100 |    |    |    |    |    |
| 2004-05 | HPK                        | SM-liiga     | 11 | 0  | 0  | 0  | 0   |    |    |    |    |    |
| 2005-06 | Hermes                     | Mestis       | 43 | 5  | 12 | 17 | 55  |    |    |    |    |    |
| 2006-07 | SaPKo                      | Mestis       | 42 | 18 | 11 | 29 | 116 |    |    |    |    |    |
| 2007-08 | TuTo                       | Mestis       | 45 | 17 | 15 | 32 | 48  |    |    |    |    |    |
| 2008-09 | Asplöven HC                | Division 1   | 33 | 35 | 20 | 55 | 44  |    |    |    |    |    |
| 2009-10 | Diables Rouges de Briançon | Ligue Magnus | 22 | 14 | 10 | 24 | 20  | 9  | 5  | 2  | 7  | 4  |
| 2009-10 | Diables Rouges de Briançon | CdF          | 4  | 4  | 1  | 5  | 0   |    |    |    |    |    |
| 2009-10 | Diables Rouges de Briançon | CdlL         | 2  | 1  | 3  | 4  | 2   |    |    |    |    |    |
| 2010-11 | IF Björklöven              | Division 1   | 38 | 21 | 21 | 42 | 62  | 5  | 1  | 1  | 2  | 4  |
| 2011-12 | Kristianstads IK           | Division 1   | -  | -  | -  | -  | -   |    |    |    |    |    |